# Hernando Money

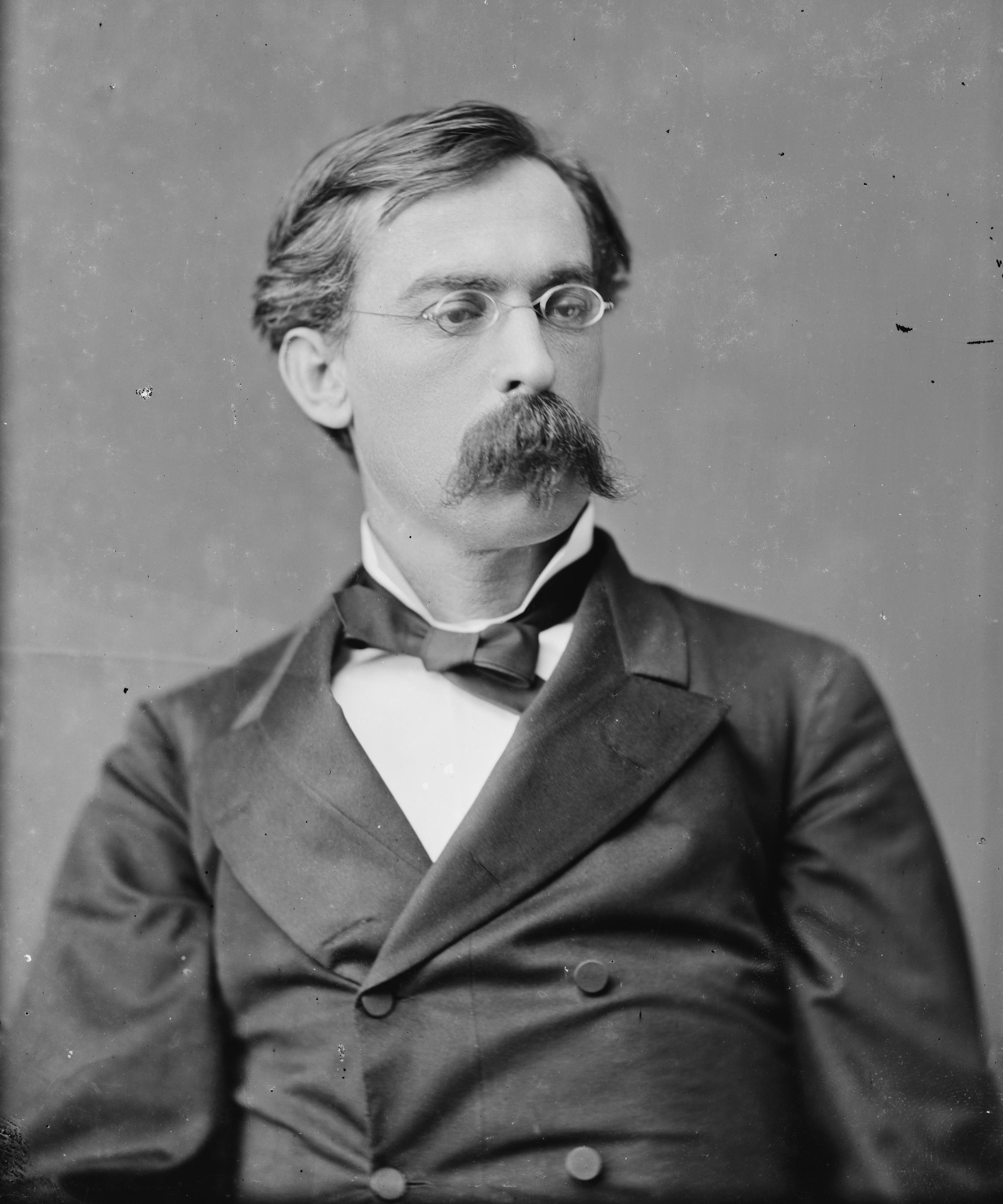
Hernando Money

Hernando De Soto Money (* 26. August 1839 in Zeiglersville, Holmes County, Mississippi; † 18. September 1912 bei Biloxi, Mississippi) war ein US-amerikanischer Politiker (Demokratische Partei), der den Staat Mississippi in beiden Kammern des US-Kongresses vertrat.
Hernando Money, der nach dem spanischen Entdecker Hernando de Soto benannt wurde, war noch ein Kind, als er mit seiner Familie nach Carrollton im Carroll County zog. Dort besuchte er die öffentliche Schule, erhielt aber auch Privatunterricht. Er machte seinen Jura-Abschluss an der University of Mississippi in Oxford, wurde in die Anwaltskammer aufgenommen und praktizierte zu Beginn der 1860er-Jahre als Jurist in Carrollton.
Als junger Mann diente er während des Amerikanischen Bürgerkriegs in der Konföderiertenarmee. Nach dem Krieg erlangte er eine bedeutende Stellung als Pflanzer, Anwalt und Zeitungsredakteur in Mississippi.
1875 zog Money, der sein gesamtes politisches Leben lang der Demokratischen Partei angehörte, erstmals ins US-Repräsentantenhaus ein. Nach mehrfacher Wiederwahl kandidierte er 1884 nicht mehr und schied im folgenden Jahr aus dem Kongress aus, um wieder als Jurist zu arbeiten. 1891 kehrte er aus Washington nach Carrollton zurück, doch schon zwei Jahre später ging er wieder den umgekehrten Weg und wurde ein weiteres Mal bis 1897 Mitglied des Repräsentantenhauses. In diesem Jahr wechselte er dann innerhalb des Kongresses in den Senat, nachdem er zum Nachfolger des verstorbenen Senators James Z. George berufen worden war. Die Wahl für eine komplette Amtszeit folgte 1899, die Wiederwahl im Jahr 1905. Dabei war er Vorsitzender der demokratischen Fraktion von 1909 bis 1911, als er sich entschloss, sein Mandat niederzulegen. Er kehrte nach Mississippi zurück, wo am 18. September 1912 starb.